# هارولد إلسديل غواد
هارولد إلسديل غواد 4 أكتوبر 1878 - 26 مايو 1956) كاتب وصحفي وشاعر بريطاني. كان من أوائل المتعاطفين مع الفاشية، حيث نشر كتيب ما هي الفاشية؟ تلاه كتابان عن النقابوية.
كان أحد أولئك في الفاشيين البريطانيين المهتمين بالأيديولوجية الفاشية، مع جيمس ستراشي بارنز، فيما يتعلق بالنقابات نقابة. حظيت الكتب بتقدير كبير من قبل الحكومة الفاشية الإيطالية. قامت مجموعة صغيرة، تشاتام هاوس، بدراسة حالة الشركة وضمت جواد وبارنز وتشارلز بيتري والمؤلف المشارك لجواد موريل كوري ؛ خاطب جواد اجتماع تشاتام هاوس في أكتوبر 1933.  كان مديرًا للمعهد البريطاني في فلورنسا من عام 1922 إلى عام 1939.
كان مدير المعهد البريطاني في فلورنسا من عام 1922 إلى عام 1939.

## أعماله
- Goad، Harold E. (1903)، The Blind Prophet - poem
- ——— (1913). The Kingdom. Frederick A. Stokes co.
- ——— (1926). Franciscan Italy.
- ——— (1929). What is Fascism? An Explanation of Its Essential Principles.
- ——— (1932). The Making of the Corporate State: A Study of Fascist Development.
- ———؛ Burkitt، Francis C.؛ Little، A. G. (1932). Franciscan Essays II. British Society of Franciscan Studies, Extra series. Manchester, UK: The University Press. OCLC:1096531998.
- ———؛ Currey، Muriel (1933). The Working of a Corporate State: A Study of National Co-operation.
- ——— (1939). History of the British Institute of Florence.
- ———؛ Catalano، Michele (1939). Education in Italy.
- ——— (1947). Greyfriars: the story of St. Francis and his followers.
- ——— (1951). A Franciscan Garland.
- ——— (1958). Language In History.